# San Miguel de Abajo
San Miguel de Abajo är en ort i Mexiko.   Den ligger i kommunen Ixtlahuacán del Río och delstaten Jalisco, i den centrala delen av landet, 500 km väster om huvudstaden Mexico City. San Miguel de Abajo ligger 1 419 meter över havet och antalet invånare är 190.
Terrängen runt San Miguel de Abajo är huvudsakligen kuperad, men åt nordost är den platt. Terrängen runt San Miguel de Abajo sluttar västerut. Runt San Miguel de Abajo är det ganska glesbefolkat, med 30 invånare per kvadratkilometer. Närmaste större samhälle är Zapopan, 15,9 km sydväst om San Miguel de Abajo. I omgivningarna runt San Miguel de Abajo växer huvudsakligen savannskog.